# Прислужницата
„Прислужницата“ (The Maid) е американска романтична комедия от 1991 г. на режисьора Йън Тойнтън с участието на Мартин Шийн, Жаклин Бисет и Виктория Шале.

## Сюжет
Мартин Шийн е американец, който отива да работи в банка в Париж. Той разполага с месец, в който да се ориентира в новата обстановка и да си намери жилище. Плановете му обаче се променят радикално и животът му поема в абсолютно неочаквана посока, когато съдбата го среща с шармантна французойка (Жаклин Бисет).